# Giardini Peripato
I giardini Peripato (pronunciato "perìpato", e non "peripàto") sono un parco della città Taranto. Occupano un'area di quasi cinque ettari sita nel Borgo Umbertino, a ridosso del Mar Piccolo. Il nome fa riferimento alla scuola di Aristotele (dal greco perìpatos) di cui lo scienziato e politico tarantino Archita fu un importante esponente.

## Storia
Presente almeno dalla fine XVII secolo col nome di giardino di Sant'Antonio, di proprietà della famiglie de Beaumont, era costituito principalmente da agrumeti ed altri alberi da frutto, a ridosso del mar Piccolo dove la famiglia possedeva allevamenti di cozze ed ostriche. Nel 1832 attraverso il loro ultimo discendente, i de Beaumont si uniscono alla famiglia nobile dei Bonelli di Barletta e, principalmente per volere della sposa, l'area divenne così residenza di villeggiatura con funzioni di rappresentanza. Fu in questa occasione che furono introdotte colonnine, gradinate e volte tuttora solo in minima parte presenti nei giardini. Nei primi decenni del Novecento, il sito passò al Comune di Taranto che volle realizzare una Villa Comunale. Vennero collocati sedili, ulteriori colonnine ed un busto di Leonardo da Vinci proveniente da una nave affondata nel Mar Piccolo nel corso della prima guerra mondiale. L'anno dopo venne creato il teatro all'aperto La Pineta, poi trasformato in cinema ed avente tuttora la funzione di teatro.

## Paesaggistica
Sono stati rinvenuti resti di strutture abitative risalenti alla prima età imperiale.
Sono presenti specie vegetali autoctone come pini d'Aleppo, platani, tigli, cipressi e lecci. Recentemente sono stati introdotti anche ippocastani, palme, magnolie, cedri e cipressi americani.